# Annibale II Bentivoglio
Pour les articles homonymes, voir Bentivoglio (homonymie).
Annibale II Bentivoglio  (Bologne, 1466 – Ferrare, 1540) est un noble italien  de l'aristocratie bolonaise qui fut condottière de la fin du  XVe et du début du  XVIe siècle.

## Biographie

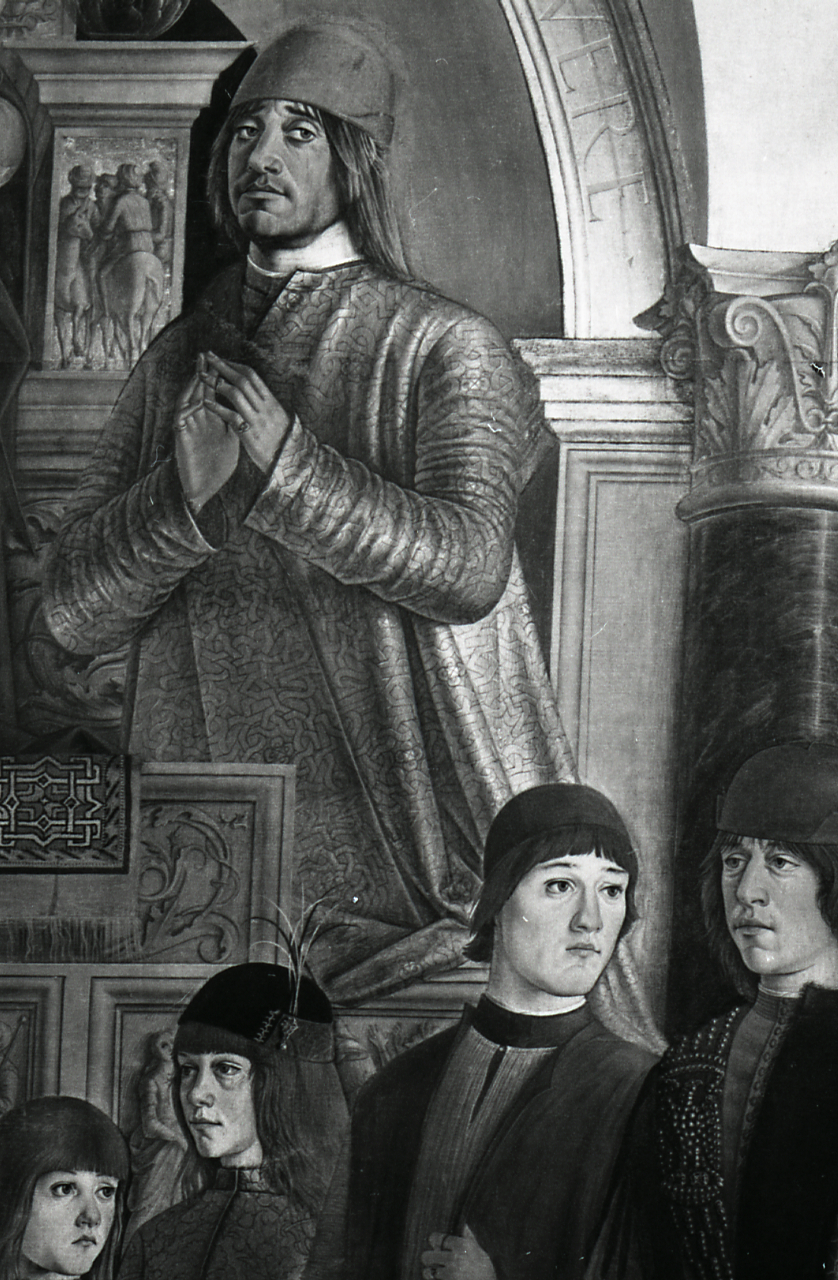
Retable Bentivoglio, par Lorenzo Costa, détail avec le portrait d'Annibale II Bentivoglio.

Annibale Bentivoglio II est le  fils de Giovanni II Bentivoglio. Il fut un condottiere italien et seigneur de Bologne de 1511 à1512 et le dernier membre de sa famille à détenir le pouvoir.
En 1487, il épousa Lucrezia d'Este. Il a servi au service de Florence et a combattu l'invasion française de Charles VIII en 1494. 
En 1500, changeant d'alliance, il a versé 50 000 ducats à Gian Giacomo Trivulzio (Jean Jacques de Trivulce), plénipotentiaire français à Milan, pour sauver sa ville de toute attaque.
En 1506, Giovanni II est évincé de Bologne. Annibale et son frère Ermes sont restés en ville afin de favoriser son retour. 
En 1511, grâce à d'intercession de Trivulzio, il réussit à retourner à Bologne en tant que seigneur ceci jusqu'au 10 juin 1512, après la défaite française à Ravenne et se réfugie à Ferrare, où il est mort en 1540. 
Il est représenté avec les autres membres de sa famille dans le retable de Lorenzo Costa.